# Особлога
Особлога (на полски: Osobłoga; на чешки: Osoblaha; на немски: Hotzenplotz) е река в Северна Чехия и Южна Полша, Ополско войводство, ляв приток на Одра. Дължината ѝ е 65,5 km.
Особлога извира на северния планински склон на Кутни Връх в Гури Опавске в Чехия. Тя протича чрез планината Судети Всходне и Силезка равнина. Влива се отляво в Одра, в Крапковице.
Площта на водосборния басейн на реката е 993 km2.
Основни притоци са:
- ляви притоци
  - Карловски поток
  - Лесни поток
  - Прудник
  - Любжанка
  - Бяла
- десни притоци
  - Свинни поток
  - Мушлов
  - Липтански поток
  - Повелицки поток
  - Люжна
  - Хрозова
  - Бялинка

По течението на реката са разположени населени места, наред с другото:
Петровице, Янов, Йиндрихов, Особлаха, Рацлавице Шлонске, Глоговек, Стеблов, Живочице, Крапковице